# Thomas Pelham-Holles
Thomas Pelham-Holles (ur. 21 lipca 1693 w Londynie, zm. 17 listopada 1768 tamże) – brytyjski arystokrata i polityk, dwukrotny premier w latach 1754–1756 i 1757–1762.
Wywodził się z partii Wigów, którzy dominowali na brytyjskiej stronie politycznej od 1714 do 1760 r. Przez około 10 lat współpracował ze swym bratem Henrym Pelhamem. Po śmierci Henry’ego był premierem przez 6 lat (w dwóch odrębnych okresach). Samo jego premierostwo nie było szczególnie obfitujące w wydarzenia, ale kraj uczestniczył wówczas w wojnie siedmioletniej (1756–1763), która spowodowała jego rezygnację. Po zakończeniu drugiego premierostwa był członkiem gabinetu lorda Rockinghama.

## Wczesne lata życia

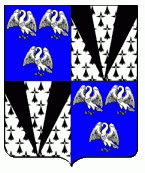
Herb Thomasa Pelham-Holles

Thomas Pelham był najstarszym synem Thomasa Pelhama, 1. barona Pelham. Jego matką była lady Grace Holles, córka 3. hrabiego Clare, druga żona ojca. Jego wuj (książę Newcastle-upon-Tyne) zmarł w 1711 r., a ojciec w 1712. Obaj zostawili mu wielkie majątki. Studiował w Westminster School i w Clare College na Uniwersytecie Cambridge .
Gdy w 1714 r. Thomas osiągnął dorosłość, był już jednym z największych właścicieli ziemskich w Wielkiej Brytanii. W związku z odziedziczeniem majątku wuja zmienił nazwisko na „Pelham-Holles”. W owym czasie, gdy zbliżał się koniec panowania królowej Anny, Pelham związał się ze stronnictwem wigów, którzy popierali sukcesję elektora hanowerskiego Jerzego. Pelham został wówczas członkiem wigowskich stowarzyszeń Hannover Club i Kit Kat Club.

## Początki kariery politycznej
Po śmierci królowej Anny w 1714 r. Pelham uczynił wiele, aby londyńczycy poparli Jerzego I. Zorganizował nawet grupy mieszkańców stolicy, które toczyły uliczne starcia z jakobitami. Zasługi Pelhama zostały docenione przez nowego monarchę, który w 1714 r. nadał mu tytuł hrabiego Clare, a w 1715 r. księcia Newcastle-upon-Tyne. Pelham został też Lordem Namiestnikiem hrabstw Middlesex i Nottingham oraz kawalerem Orderu Podwiązki w 1718 r. W tym czasie był już znaczącą postacią wśród wigów, a w 1717 r. poślubił lady Henriettę Godolphin, wnuczkę księcia Marlborough.
W 1717 r. Newcastle otrzymał pierwsze stanowisko urzędowe Lorda Szambelana. Odpowiadał m.in. za cenzurę przedstawień teatralnych, które często poruszały wówczas tematy polityczne. Zadaniem Lorda Szambelana było usuwanie wszelkiej krytyki pod adrsem dynastii hanowerskiej i rządu wigowskiego. W tym czasie Newcastle dbał także o umocnienie własnej pozycji na scenie politycznej, wprowadzając do Izby Gmin poprzez kontrolowane przez siebie okręgi wyborcze popierających go deputowanych.

## Sekretarz stanu
W 1724 r. premier Robert Walpole mianował Newcastle’a ministrem południowego departamentu. Początkowo był zastępcą faktycznego kierownika brytyjskiej polityki zagranicznej, lorda Townshenda, ministra północnego departamentu. Lubił przyjmować dużo obowiązków, choć mawiano, że podczas gdy Robert Walpole wyglądał jakby ciągle odpoczywał, choć cały czas pracował, to Newcastle odwrotnie. Bywało, że tracił nerwy, co nigdy nie zdarzało się Walpole’owi. Świadczy o tym cytat Lorda Bristolu (z jego Pamiętników pod datą 1735 r.):

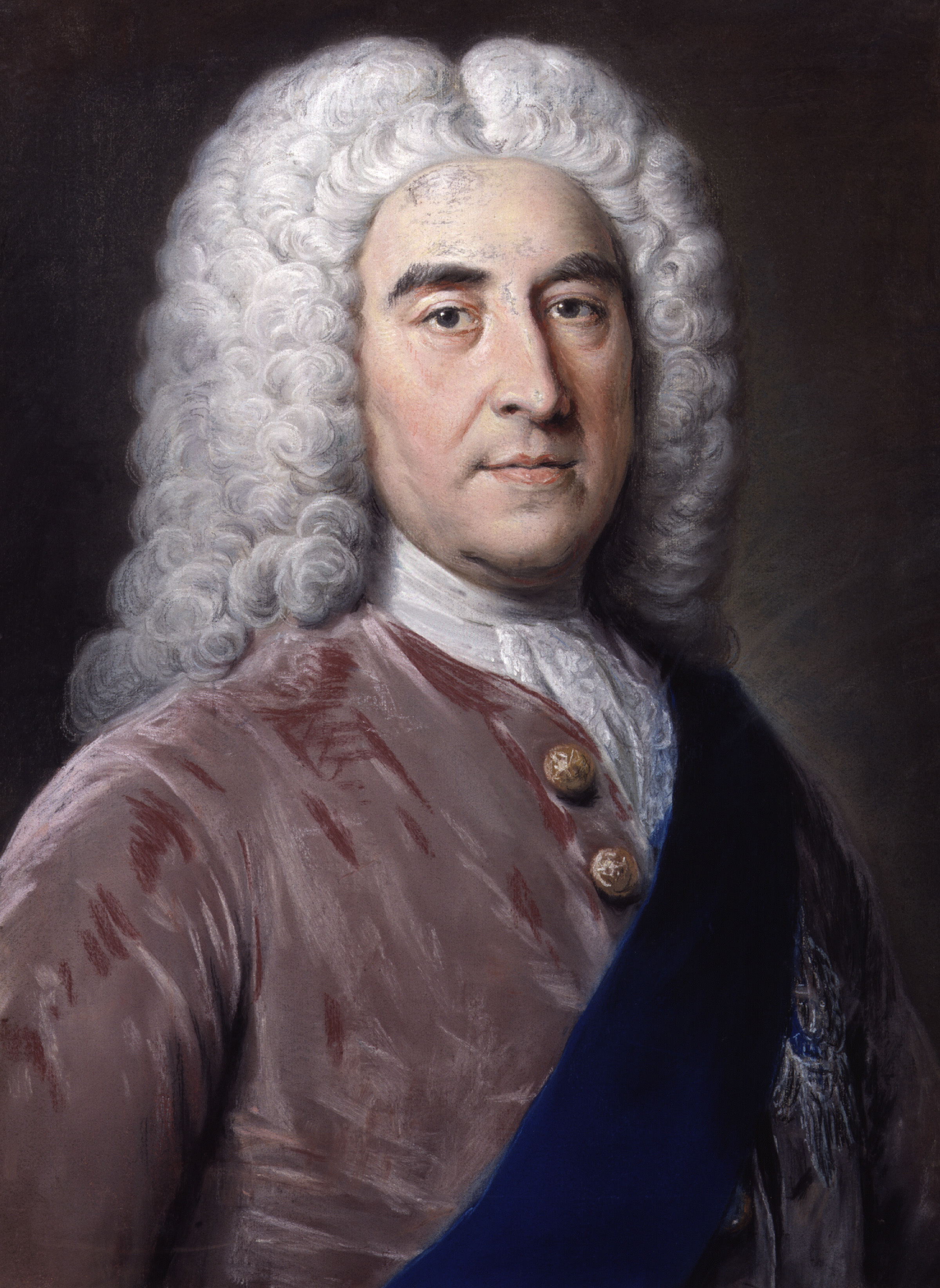
Thomas Pelham-Holles (1693–1768)

- We have one minister that does everything with the same seeming ease and tranquillity as if he were doing nothing[;] we have another that does nothing in the same hurry and agitation as if he did everything. („Mamy jednego ministra, który czyni wszystko spokojnie i powoli tak jakby nic nie robił [...] i drugiego, który czyni wszystko w pośpiechu jakby wszystko było jego dziełem”).

Newcastle pozostał trzecią najważniejszą osobą w gabinecie (po Walpole'u i Townshendzie) do 1730 r. Rok wcześniej wybuchł wewnątrzgabinetowy spór o kształt brytyjskiej polityki zagranicznej. Townshend uważał, że największym wrogiem Wielkiej Brytanii jest Austria, natomiast Walpole i Newcastle za głównego wroga uważali Hiszpanię. Spór zakończył się usunięciem Townshenda ze stanowiska. Newcastle stał się wówczas faktycznym kierownikiem polityki zagranicznej państwa.
W 1731 w Houghton Hall, wiejskiej rezydencji Walpole’a w Norfolk, Newcastle i książę Lotaryngii (późniejszy cesarz Franciszek Stefan), zostali uczynieni mistrzami masonerii przez arcymistrza lorda Lovella, szefa loży „Occasional Lodge”. W 1739 r. Newcastle był współzałożycielem słynnego londyńskiego szpitala dla porzuconych dzieci Foundling Hospital, a także jednym z jego dyrektorów.
Newcastle podzielał pogląd Walpole’a, że Wielka Brytania nie powinna angażować się w wojny na kontynencie, w związku z czym kraj nie zaangażował się w wojnę o sukcesję polską. Newcastle działał natomiast jako mediator między stronami konfliktu. W tym czasie przejął również kontrolę na polityką kolonialną. W 1733 r. doprowadził do utworzenia kolonii Georgia. W 1739 r. doprowadził do wypowiedzenia wojny Hiszpanii
Tzw. wojna o ucho Jenkinsa trwała do 1748 r., jednak szybko została zepchnięta na dalszy plan wobec wybuchu w 1740 r. wojny o sukcesję austriacką. W 1742 r. Brytyjczycy ponieśli ciężką klęskę podczas oblężenia hiszpańskiej kolonii Cartagenty w obecnej Kolumbii. Spowodowało to upadek rządu Walpole’a. Newcastle, którzy odpowiadał za przygotowanie ekspedycji, pozostał na stanowisku w nowym gabinecie lorda Wilmingtona. Kiedy w 1743 r. jego brat, Henry Pelham, został premierem, Newcastle stał się jednym z najbardziej wpływowych ludzi w kraju. W 1744 r. został przewodniczącym Izby Lordów, a w 1748 r. objął kierownictwo nad ministerstwem północnego departamentu.
Po zakończeniu austriackiej wojny sukcesyjnej Newcastle poświęcił się budowie systemu równowagi europejskiej, opartego na sojuszu Austrii i Wielkiej Brytanii. Wywoływało to krytykę ze strony Williama Pitta Starszego i patriotycznych wigów, którzy uważali, że Wielka Brytania powinna skupić swoją uwagę na koloniach.

## Premier
Henry Pelham zmarł w 1754 r., a na stanowisku premiera zastąpił go jego brat. Chcąc utrzymać pełną kontrolę nad gabinetem, pominął Williama Pitta i Henry’ego Foxa przy obsadzie stanowiska swojego zastępcy w Izbie Gmin. Został nim ostatecznie Thomas Robinson. Po wyborach powszechnych rząd Newcastle’a dokonał pewnych reform finansów publicznych, ale uwagę premiera poświęcały sprawy zagraniczne, zwłaszcza konflikt z Francją w koloniach amerykańskich. Dodatkowo w 1756 r. doszło do sojuszu austriacko-francuskiego, który zburzył polityczny system Newcastle’a. Premier nie zdołał zapobiec rychłemu wybuchowi wojny siedmioletniej, która zaczęła się niepomyślnie dla Brytyjczyków – od utraty Minorki.
Gabinet Newcastle’a upadł w listopadzie 1756 r. Po odejściu ze stanowiska były premier otrzymał tytuł 1. księcia Newcastle-under-Lyne. W lipcu 1757 r. ponownie stanął jednak na czele rządu, chociaż to William Pitt grał pierwsze skrzypce w jego gabinecie. Pitt nie radził sobie jednak jako lider frakcji wigów i potrzebował talentu Newcastle’a do zdobywania sojuszników politycznych, jak i pieniędzy księcia. Pisarz i polityk Horace Walpole rzekł, że „Mr. Pitt robi wszystko, Książę zaś daje wszystko”. Pod tym rządem zwanym: „Broad bottom government” (Gabinet szerokiego tyłka), Wielka Brytania zdobyła francuską Kanadę i założyła tzw. pierwsze Imperium Brytyjskie.

## Ostatnie lata
Nowy król Jerzy III (od 1760 r.) nie lubił Pitta i podważywszy jego pozycję, uczynił premierem lorda Bute, który zastąpił Newcastle’a w maju 1762 r. Książę przeszedł do zdecydowanej opozycji. Sprzeciwiał się pokojowi paryskiemu z 1763 r. Król ukarał go zabraniem mu obu jego namiestnictw hrabstw. Książę spędzał w tym okresie większość czasu w swojej rezydencji w Claremont.
Do czynnego życia publicznego Newcastle powrócił w 1765 r., kiedy otrzymał stanowisko lorda tajnej pieczęci w pierwszym gabinecie Rockinghama. Stanowisko to utracił na kilka miesięcy przed upadkiem gabinetu na rzecz księcia Grafton. Pod koniec życia podupadł na zdrowiu i zmarł w listopadzie 1768 r.